# 영광 송촌사 유허비와 고문서
영광 송촌사 유허비와 고문서(靈光 松村祠 遺墟碑와 古文書)는 대한민국 전라남도 영광군 군서면 송촌사에 있는 유허비와 고문서이다. 2017년 8월 24일 전라남도의 문화재자료 제283호로 지정되었다.

## 개요
대한제국기 의병장 기우만(奇宇萬)이 비문을 지은 조선시대 충절인물(김사모, 김억명, 김억룡, 김익호)의 사우인 송촌사의 유허비로 근대기(1908년)의 금석문 자료로 가치가 있다.
교지, 소지, 호적단자 등 18~19세기에 작성된 고문서는 송촌사 배향인물의 후손들이 향촌에서 누대로 가계를 계승하여 정착해온 내력을 알 수 있는 기록유산으로 역사적 가치가 있다.

## 참고 문헌
- 영광 송촌사 유허비와 고문서 - 국가유산청 국가유산포털